# Jan Palak
Jan Palak (ur. 12 lutego 1911, zm. 10 lutego 1987) – sierżant pilot Wojska Polskiego, chorąży (ang. Warrant Officer) Królewskich Sił Powietrznych.

## Życiorys
Przeszkolony na technika i mechanika lotnictwa, powołany do wojska w 1932. Przeszedł kolejne kursy pilotażu, by zostać instruktorem lotnictwa w Dęblinie. We wrześniu 1939 przedostał się przez Rumunię do Francji, gdzie latał w grupie pościgowej I/145. Po klęsce Francji przedostał się do Wielkiej Brytanii (numer służbowy 793341) i po przeszkoleniu na myśliwcach, 24 lipca 1940 dostał przydział do dywizjonu 302. 23 września 1940 przeniesiony do dywizjonu 303. 28 stycznia 1942 przeniesiony do 58 OTU. Wrócił do dywizjonu w czerwcu 1942. 1 września 1942 awansowany na chorążego. Pełnił funkcje sztabowe. 18 września 1944 wrócił do lotów bojowych w dywizjonie 302.

## Zestrzelenia
Na liście Bajana sklasyfikowany został na 193. pozycji z 1 i 1/2 pewnymi zestrzeleniami, 1 prawdopodobnym i 2 uszkodzonymi samolotami Luftwaffe.
Zestrzelenia pewne:
- 1/2 Do 17[3] lub Do 215[4] - 15 września 1940
- Me-109 - 5 października 1940, pilotował Hurricane'a P3217[5]

Prawdopodobnie:
- Me 109 - 15 września 1940

Uszkodzenia:
- Me-110 - 5 października 1940, pilotował Hurricane'a P3217

## Odznaczenia
- Krzyż Srebrny Orderu Virtuti Militari, 1 czerwca 1945[6]
- Polowa Odznaka Pilota
- Krzyż Walecznych trzykrotnie, 1 lutego 1941, wrzesień 1941[7], 20 października 1943.
- Medal Lotniczy (trzykrotnie)[8].
- brytyjski Distinguished Flying Cross, 10 kwietnia 1946.